# Кокай (лаосский)

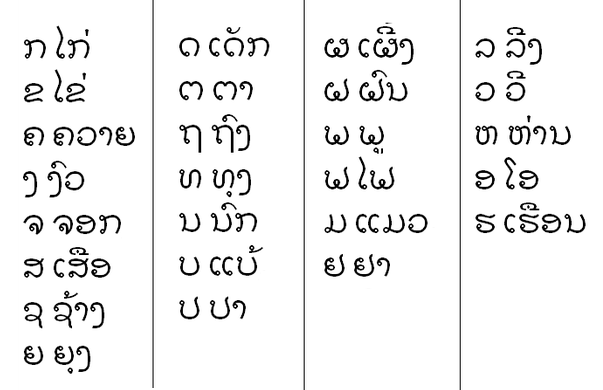
Алфавит

Кокай (лао  — «курица») — первая буква лаосского алфавита, обозначает глухой велярный взрывной согласный, в слоге может быть инициалью и финалью. Как инициаль, кокай относится к аксонкан (средний класс) и может образовывать слоги 1,2,3 и 5-го тона, как финаль образует кхамтай (немодулируемый слог). Туа-тхам: .

## Ваййакон (грамматика)
- Кап — союз С; И, может указывать на орудие действия, переводится творительным падежом.
- Кэ — показатель адресата действия, соответствует дательному падежу.